# 埃塞伍爾夫山
70°2′S 69°34′W / 70.033°S 69.567°W
埃塞伍爾夫山（英語：Mount Ethelwulf）是南極洲的山峰，位於亞歷山大一世島東北部埃格伯特山和埃塞雷德山之間，屬於道格拉斯嶺的一部分，海拔高度2,590米。